# ジョン・ガードン (生物学者)
ジョン・バートランド・ガードン（Sir John Bertrand Gurdon, FRS, 1933年10月2日 - ）は、イギリスの生物学者。専門は発生生物学。ケンブリッジ大学名誉教授。山中伸弥と2012年度ノーベル生理学・医学賞を共同授賞した。

## 経歴
サリー州ディッペンホール生まれ。名門イートン・カレッジ卒業。幼少期から昆虫に興味を抱き、イートン校では何千匹もの毛虫を蛾にふ化させ教師に好かれることはなかった。15歳の通知表では「生物学分野への進学を考えているならば全くを持って時間の無駄である。そんな考えは直ちに放棄すべきこと。」と記されている。イートン校の生物学クラスでは同級生250名の中で最下位。他の理系科目も最下位グループが定位置であった。父からは軍人か銀行員になるよう言われたが、イギリス軍の入隊検査に不合格となりオックスフォード大学クライスト・チャーチカレッジへ進学した。
オックスフォード大学入学当初は古典文学を専攻したが、入学担当者の手違いで理学専攻生枠が30名欠員となっており、生物学専攻への転籍に成功した。ガードンはこの転籍を「幸運な出会い」と後述している。大学院では昆虫学の研究でPh.D.取得を目指したが申請却下され、核移植の研究を行うことになった。この核研究が後のノーベル賞受賞研究へとつながる。オックスフォード大学での指導教授はマイケル・フィシュバーグ博士で核研究に関する手ほどきを受けた。ガードンは晩年になってもフィシュバーグとの出会いに感謝している。
1960年にオックスフォード大学でPh.D取得後、ポストドクターとしてカリフォルニア工科大学で学ぶ。フィッシュバーグから新しい分野の研究を行うよう助言を受け、カリフォルニア工科大学ではボブ・エドガー教授の下でファジー研究を行った。しかしファジー研究は上手くいかず、1年後に胚研究へ戻る。カリフォルニア工科大学での研究は上手く進まなかったが、未知の研究領域を探究したことで科学者としての見識が広まったとフィシュバーグとカリフォルニア工科大学へ感謝するコメントを残している。
1963年にフィッシュバーグがジュネーブ大学へ移籍したことに伴ない空席となったオックスフォード大学クライスト・チャーチカレッジ動物学講座へ復帰（1963年 - 1971年）。この間、クライスト・チャーチカレッジで動物学講座助教授・准講師（准教授級）を経て、1971年にマックス・ペルツ教授の招きでケンブリッジ大学へ移籍した。1972年に新設されたMRC分子生物学研究所で研究を行い、1979年にMRC生物学部門長、1983年にケンブリッジ大学分子生物学講座教授、1989年ケンブリッジ大学ウエルカムトラスト/UKがんセンター・細胞生物学研究所を設立。
1971年に王立協会フェロー(FRS)に就任。生物学研究の功績により1995年にイングランド国王からナイトの勲位を授与され“サー (Sir)”の称号を得る。1994年から2002年までモードリン・カレッジ長を務めた。
カエルの体細胞核移植により、クローン技術の開発に成功した。この研究がES細胞やiPS細胞の開発に結びつくことになった。その先達としての業績で、2012年度のノーベル生理学・医学賞を受賞した。
2004年には細胞生物学研究所がガードンの功績を讃えて、ガードン研究所へ改称された。

## 主な受賞
- 1974年 パウル・エールリヒ&ルートヴィヒ・ダルムシュテッター賞
- 1976年 クルーニアン・メダル
- 1984年 シャルル＝レオポール・メイエ賞
- 1985年 ロイヤル・メダル
- 1989年 ウルフ賞医学部門、国際生物学賞
- 2003年 コプリ・メダル
- 2008年 ローゼンスティール賞
- 2009年 アルバート・ラスカー基礎医学研究賞（山中伸弥との同時受賞）
- 2012年 ノーベル生理学・医学賞（山中伸弥との同時受賞）

山中伸弥は、ガードンとのノーベル賞同時受賞に関して、「ガードン先生との同時受賞が、一番うれしいと言っても過言ではない。ガードン先生はカエルの研究で、大人の細胞が受精卵の状態に戻るということを核移植技術で証明した。まさに、私のしている研究を開拓してもらった」と述べている。